# Abdul Ghani Baradar
Abdul Ghani Baradar, chiamato anche Mullah Baradar Akhund o Mullah Brother, (dari: عبدالغنی برادر; Weetmak, 1968 circa) è un politico afghano, co-fondatore dell'Emirato islamico dell'Afghanistan e Presidente de facto di quest'ultimo dal 15 agosto 2021; dal 7 settembre 2021 è Viceprimo ministro dell'Emirato Islamico afghano.
È stato il vice del mullah Mohammed Omar. Baradar è stato catturato in Pakistan da una squadra di agenti dell'Inter-Services Intelligence (ISI) e della CIA nel febbraio 2010 ed è stato liberato il 24 ottobre 2018 su richiesta degli Stati Uniti. Dal 2017 è inserito nella lista dei terroristi dell'Unione Europea.